# Skansen Lokomotyw i Urządzeń Technicznych

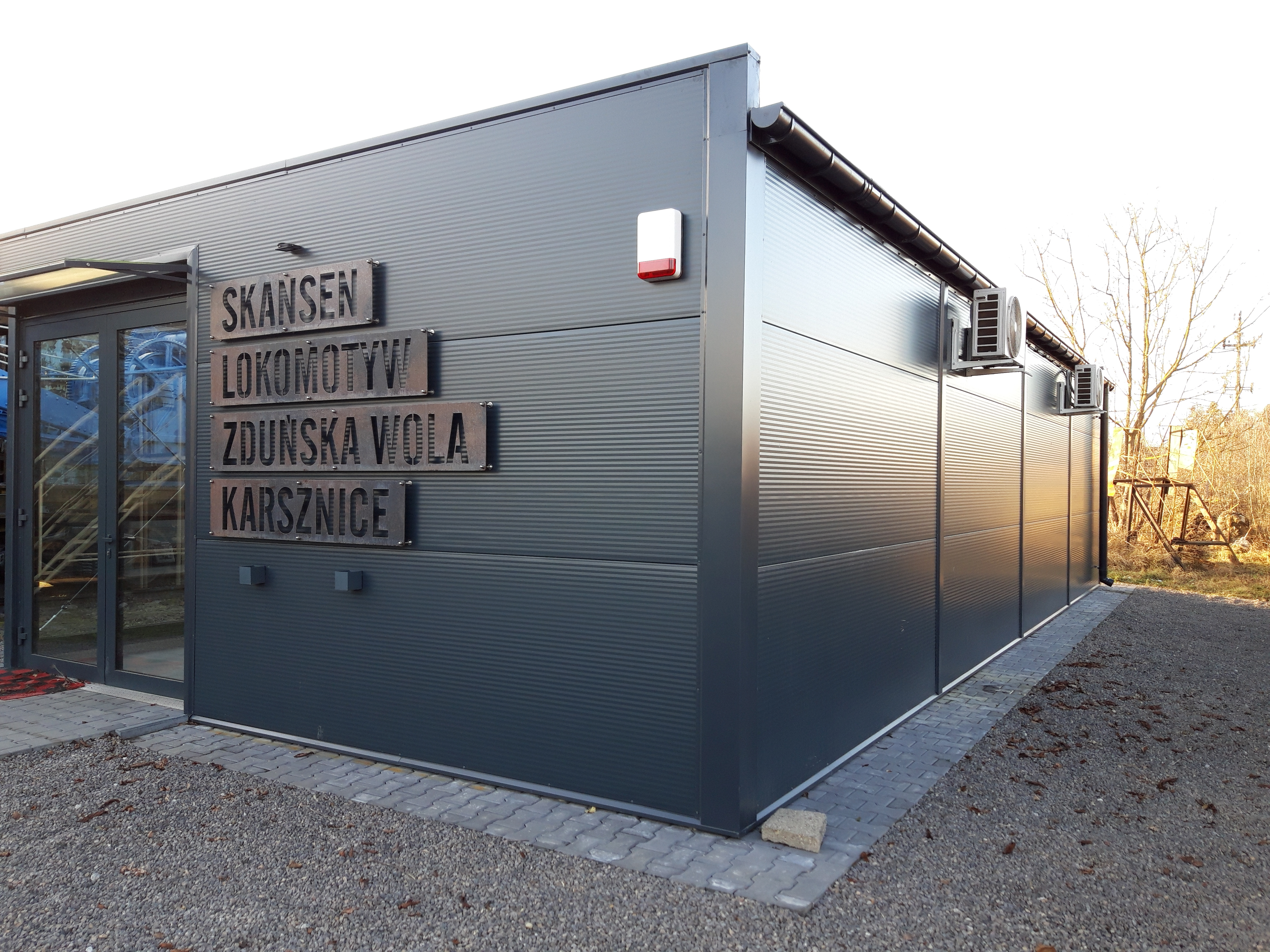

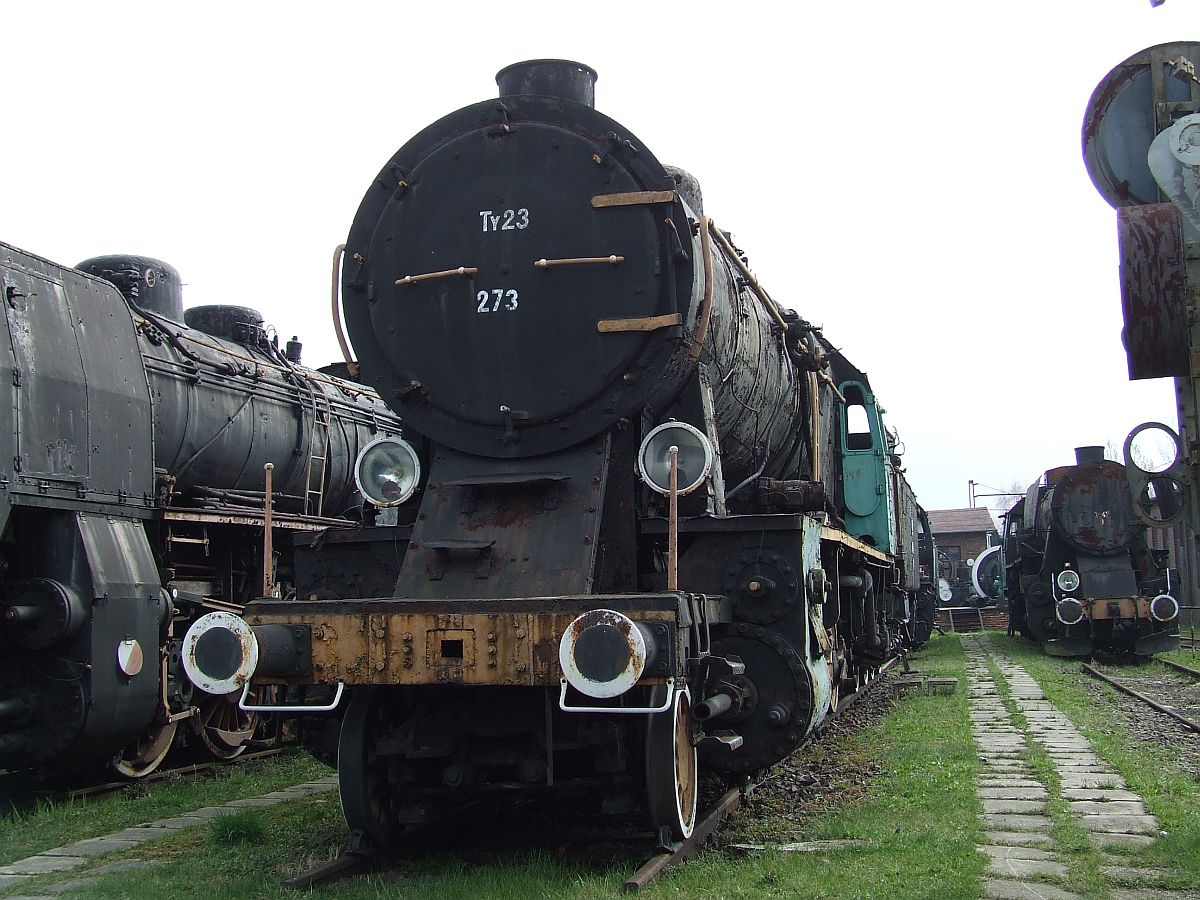

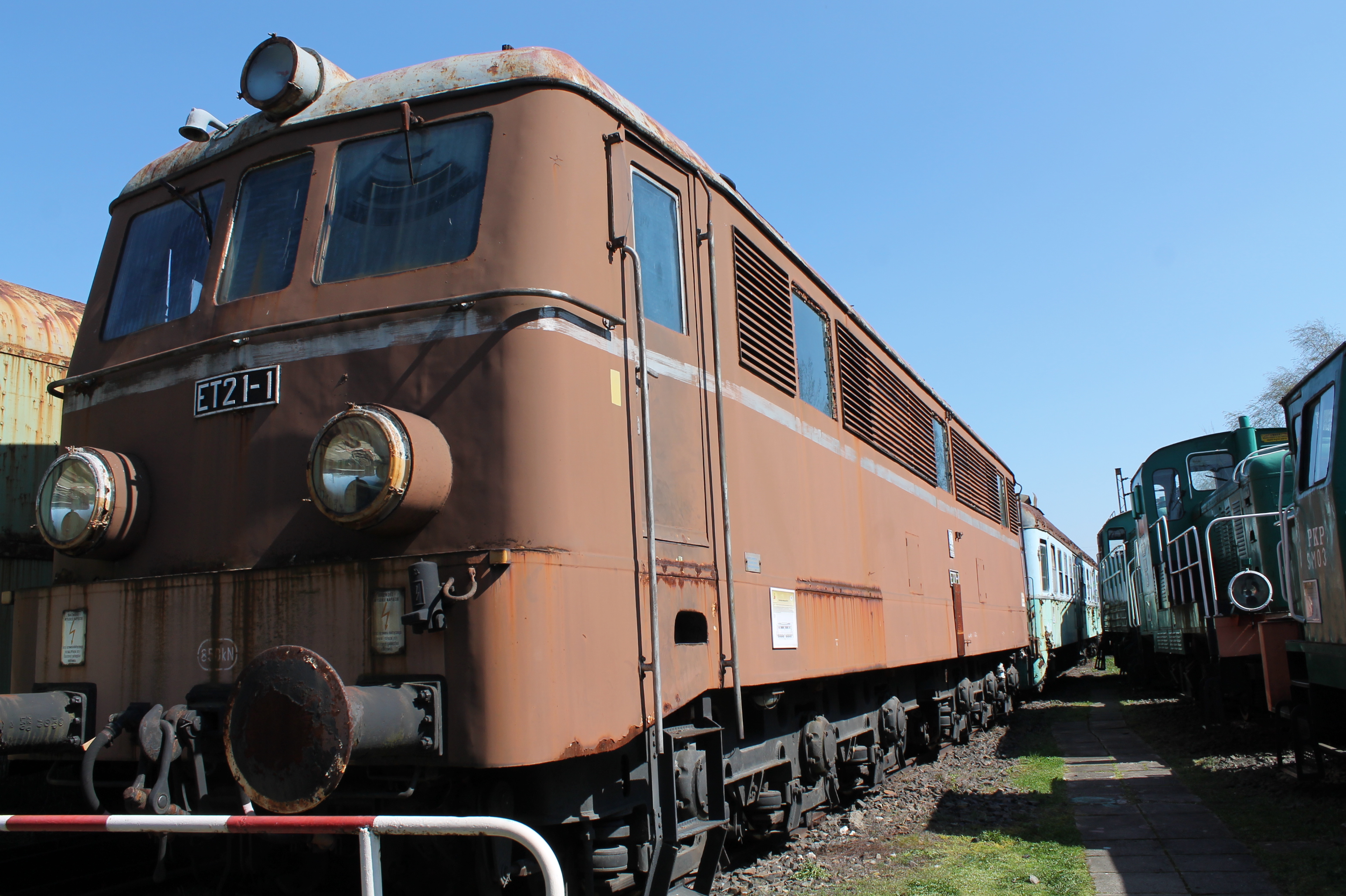
Pafawag 3E (typy 3E, 3E/1 i 3E/1M, seria PKP początkowo E06, następnie ET21, – normalnotorowa towarowa lokomotywa elektryczna produkcji polskiej..

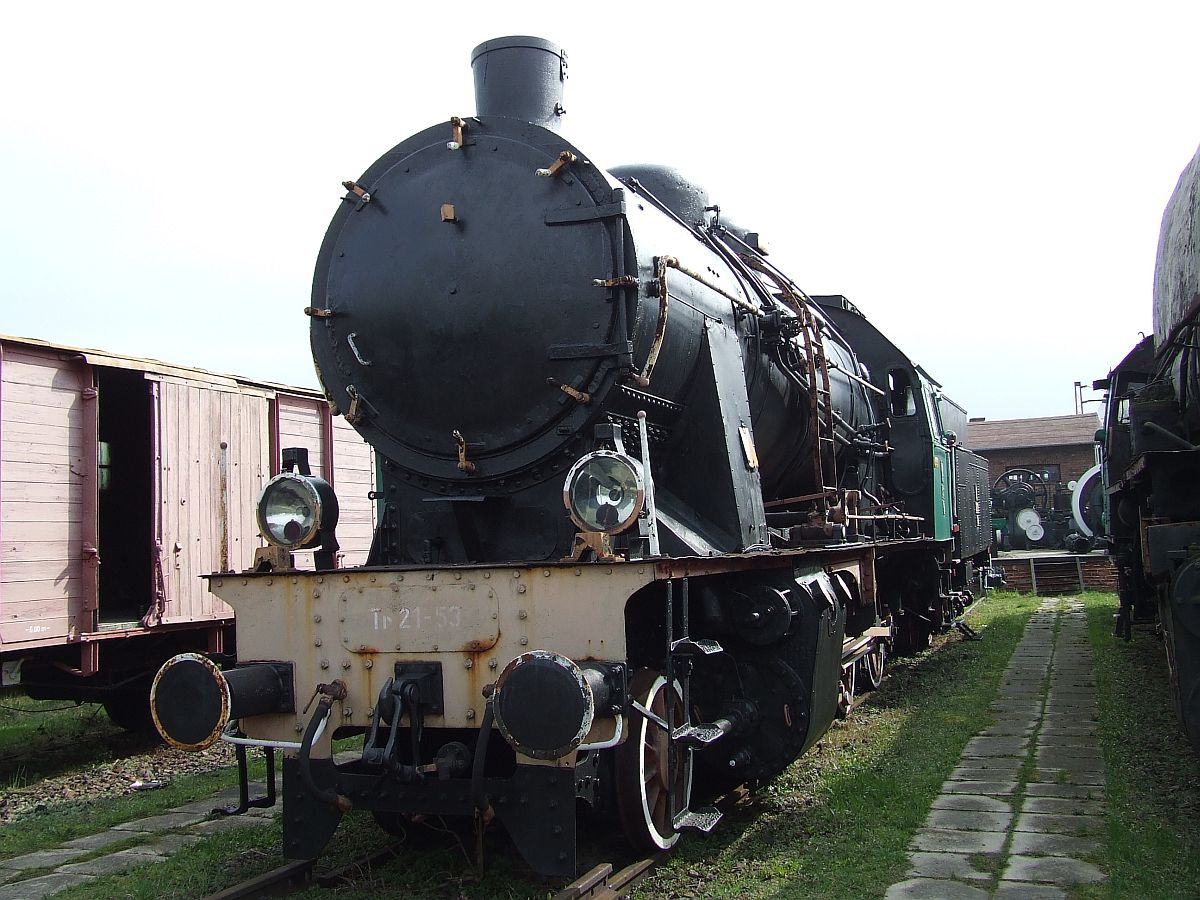
Tr21-53

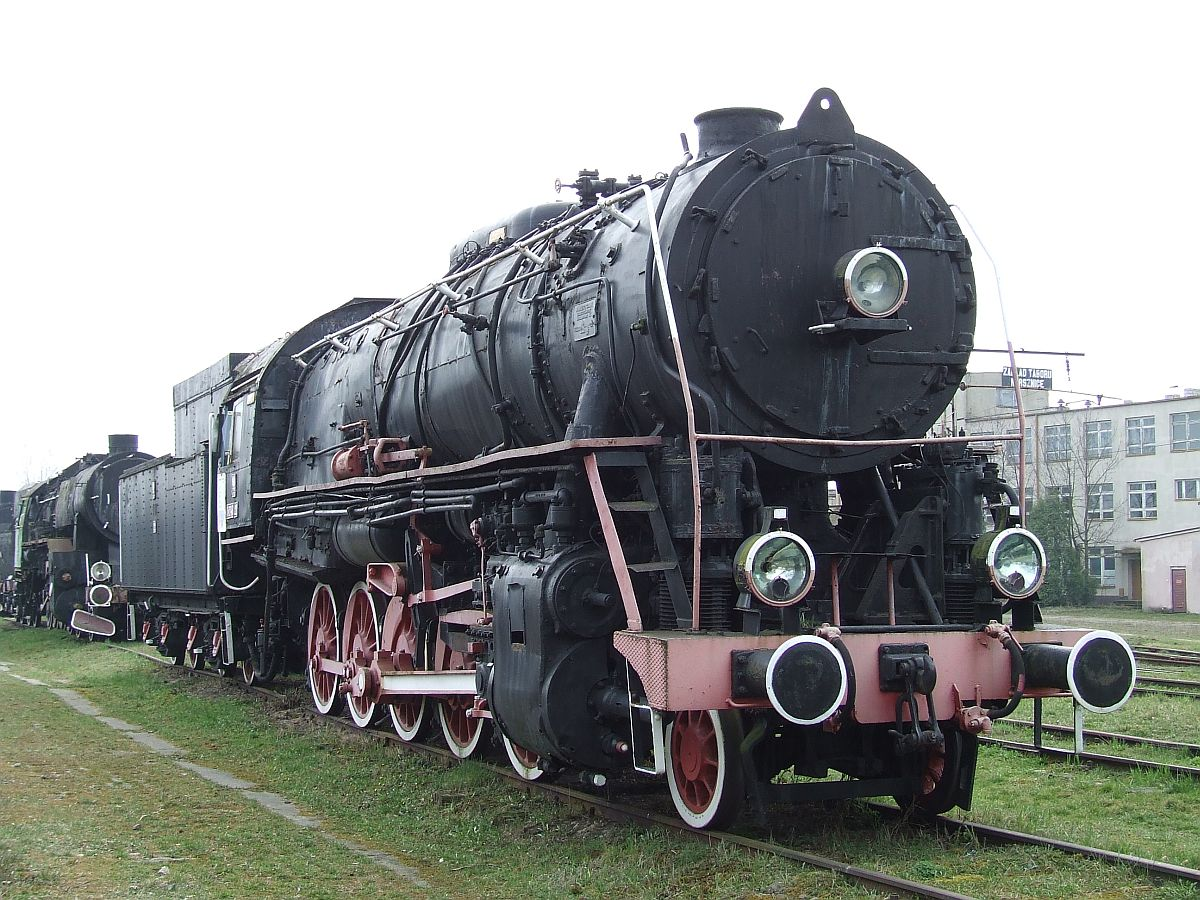
Ty246-22

Skansen Lokomotyw i Urządzeń Technicznych – filia Muzeum Historii Miasta Zduńska Wola znajdująca się w Zduńskiej Woli przy ul. Kolejowej 6.
Skansen, jako zakładowa izba historii został otwarty oficjalnie dla zwiedzających 11 listopada 1993 r. po pracach przygotowawczych trwających od 1989 r. na terenie Zakładu Taboru w Karsznicach podlegającego północnej Dyrekcji Okręgowej Kolei Państwowych w Gdańsku. Pierwszym eksponatem był parowóz Ty23-273. W latach następnych poszerzano zbiory. Sprowadzono kolejnych siedem parowozów różnej produkcji oraz trzy parowozy przemysłowe i trzy lokomotywy spalinowe. 
Do taborowych perełek należy niewątpliwie amerykański parowóz towarowy Ty246-22. Nazywano je potocznie „Trumanami” lub „Amerykanami”. Ten będący w Karsznicach to jedyny egzemplarz jaki zachował się w Polsce. W 2010 roku Prezydent Miasta Zduńska Wola przekazał teren skansenu kolejowego w użyczenie Muzeum Historii Miasta Zduńska Wola. W 2015 roku na wniosek dyrektora Muzeum Historii Miasta Rada Miasta Zduńska Wola utworzyła na bazie skansenu filię Muzeum Historii Miasta Zduńska Wola.

## Eksponaty
- Ty246-22 „Truman”
- Tr21-53
- Ty42-9
- Ol49-79
- TKp-20 „Śląsk”
- TKb-10 „Baziel”
- TKh-4027 „Ferrum”
- Ty43-74 (1)
- Pt47-93
- TKt48-39
- Ty45-39
- SM41-175
- SM30-039
- SM03-41
- ET 21-1
- kolej „Gubałówka” z 1938 roku
- wirowy pług odśnieżny typu W 14 z 1942 roku
- dźwig kolejowy
- liczne wagony, maszyny kolejowe i inne.